# Сицина-Кольонія
Сицина-Кольонія (пол. Sycyna-Kolonia) — село в Польщі, у гміні Зволень Зволенського повіту Мазовецького воєводства.